# Lucien (Dans le ciel)
Lucien  est un des deux personnages principaux du roman de l’écrivain français Octave Mirbeau, Dans le ciel (1892-1893). Il est l’ami du deuxième narrateur, Georges, à qui il a légué sa maison située sur un pic fantastique perdu dans le ciel. Il est inspiré de Vincent van Gogh, dont Mirbeau vient d'acheter Les Iris et les Tournesols et dont il prête à Lucien plusieurs toiles, notamment La Nuit étoilée. Mais Mirbeau n’en considère pas moins que le peintre hollandais était parfaitement sain d’esprit, alors que son double de fiction perd peu à peu les pédales : le personnage de Lucien est entièrement fictif, il ne s’agit en aucune façon de l’imitation fidèle d’un modèle.

## La tragédie de l'artiste
Le romancier n'a pas plus doté Lucien d’un nom de famille qu’il ne le fera pour la Clara du Jardin des supplices ou la Célestine du Journal d'une femme de chambre.
Fils d'un boucher, Lucien a eu la chance de sortir « l'esprit sain et le corps sauf de l’abrutissement du collège » et a choisi de se faire peintre, malgré l’hostilité de son père, comme l’abbé Jules, du roman homonyme, avait choisi de se faire prêtre, « Nom de Dieu ! ». Son credo se réduit une formule qu’il ressasse : « Voir, sentir, comprendre ».

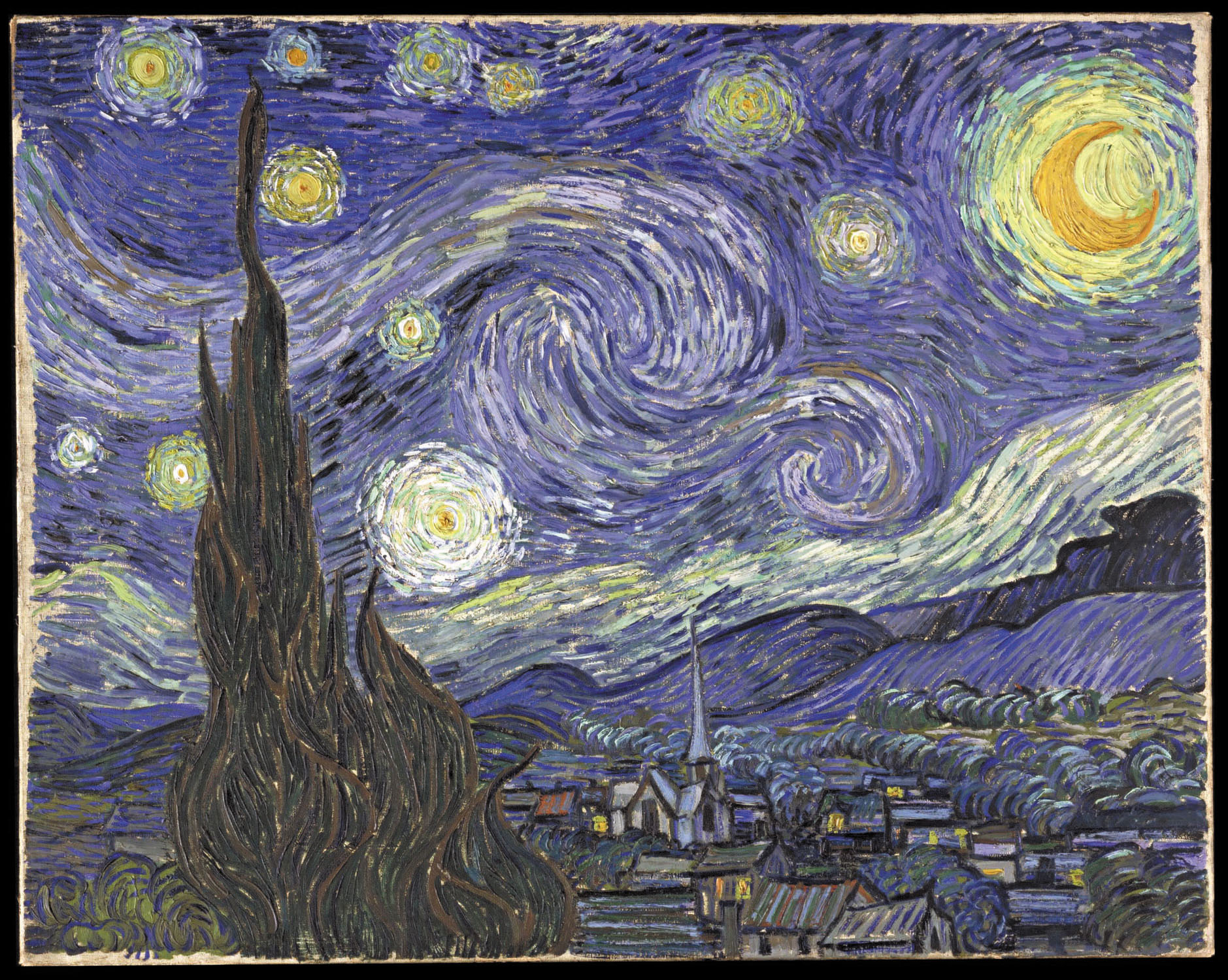
Vincent Van Gogh, La Nuit étoilée, juin 1889 (Museum of Modern Art, New York). Mirbeau attribue cette toile au peintre Lucien

Mais ses conceptions sont embrouillées (il oscille entre impressionnisme, divisionnisme et expressionnisme), il n’arrive pas à les expliquer au moyen des mots, et il tend ses filets trop haut : les œuvres créées sont toujours tragiquement inférieures aux œuvres rêvées, que la main est impuissante à matérialiser : « À mesure que je pénètre plus profond dans la nature, dans l’inexprimable et surnaturel mystère qu’est la nature, j’éprouve combien je suis faible et impuissant devant de telles beautés. La nature, on peut encore la concevoir vaguement, avec son cerveau, peut-être, mais l’exprimer avec cet outil gauche, lourd et infidèle qu’est la main, voilà qui est, je crois, au-dessus des forces humaines. »  Aussi, au terme de son évolution, qui lui fait oublier ses principes initiaux et s’égarer dans les eaux troubles du symbolisme et du préraphaélisme, que pourfend vigoureusement Octave Mirbeau dans ses Combats esthétiques, finit-il par se suicider en se coupant la main “coupable”. 
À travers ce peintre perpétuellement en renouvellement et toujours en quête d’absolu et d’impossible, Mirbeau fait comprendre la tragédie de l’artiste lorsqu’il est exigeant, lorsqu’il ne se contente pas de s’inscrire dans la tradition académique et que, au lieu de les flatter, il heurte frontalement les préjugés des institutions des beaux-arts, des dirigeants politiques et du grand public misonéiste.